# Oligia virgata
Oligia virgata là một loài bướm đêm trong họ Noctuidae.